# David Pujadas
David Pujadas (n. Barcelona, 2 de diciembre de 1964) es un presentador francés de informativos de televisión. 

## Biografía
David Pujadas es hijo de un traductor de origen español y de madre, actriz. Nació en Barcelona, en 1964 y estudió Economía en Aix-en-Provence. Posteriormente, en 1988, estudia Ciencias Políticas en París. Hizo un curso de periodismo y en 1989 ganó un concurso de reporteros de TF1, que a continuación lo contrató como corresponsal. 

## Trayectoria
En 1994 empezó a presentar flashes informativos, más tarde, en 1996, tuvo una sección propia en el popular programa le Grand Journal de Canal + y, desde 2002, presenta los informativos de la noche (20 Heures), en la cadena estatal France 2.
En paralelo, desde 2006 presenta en France 5 lo programa Madame, Monsieur, bonsoir y ha hecho algunas pequeñas apariciones en otros programas, como por ejemplo como copresentador del Tour de Francia de 2009 al paso por España, donde comentó anécdotas de sus veranos pasados allá y dio unos apuntes sobre la cultura, la lengua y la gastronomía de la región. Por otro lado, ha escrito los libros de carácter político como La Tentation du Jihad o Vous subissez des pressions?.